# 50e congrès de la Confédération générale du travail
Le 50e congrès de la Confédération générale du travail se tient à Toulouse du 18 au 22 mars 2013.

## Contexte
Le mouvement social qui s'est développé lors de la réforme des retraites a mis au premier plan des responsables cégétistes, une personnalité qui ne faisait pas officiellement partie du Bureau confédéral, Éric Aubin. Membre de la Commission exécutive de la Conférération depuis une quinzaine d'années, secrétaire général de la fédération Cgt de la Construction, il semble qu'il soit intégré en 2011 au Bureau de la Cgt Le processus de changement du secrétaire général de l'organisation centenaire, a mis en évidence le fait que l'amenuisement du Bureau confédéral en nombre et peut-être en influence et en expertise ne constituait pas une évolution garante du renouvellement maitrisé de la direction confédérale.
Moins d'un an après avoir appelé à voter pour un Président de la République la centrale syndicale est amenée à récuser la politique qu'il mène.
Un accord social, signé par trois des 5 syndicats représentatifs mais minoritaire en termes d'audience syndicale, divise le mouvement syndical et tend à trouver force de loi, alors même que celle-ci consacrerait l'inverse de la philosophie des relations contractuelles censées chercher consensus majoritaire.
La succession de Bernard Thibault à la tête de la CGT a montré l'importance de clivages au sein même de ce syndicat.

## Renouvellement du bureau
Le bureau confédéral élu comprend 10 membres, :
- - Thierry Lepaon, 53 ans, Union départementale du Calvados secrétaire général de la CGT, ouvrier du secteur privé
  - Philippe Lattaud, 53 ans, Union départementale du Val-d'Oise, technicien, issu du secteur public, réélu.
  - Agnès Le Bot, 43 ans, Union départementale du Nord, cadre, issue du secteur privé, réélue.
  - Agnès Naton, 51 ans, Union départementale de la Haute-Savoie, employée du secteur public, réélue.
  - Mohammed Oussedik, 42 ans, Fédération Verre et céramique, cadre du secteur privé, réélu.
  - Éric Aubin, 50 ans, Fédération de la Construction, cadre du secteur privé[7]
  - Marie-Laurence Bertrand, 49 ans, Fédération des finances, agent de maitrise du secteur public.
  - Sophie Binet, 30 ans, UGICT, cadre du secteur public.
  - Valérie Lesage, 46 ans, Union départementale de la Seine-et-Marne, technicienne du secteur privé.
  - Éric Lafont, 45 ans, Union départementale de l'Allier, employé du secteur public.

Le bureau ainsi élu respecte une stricte parité hommes/femmes. La moyenne d'âge de cet organisme est de 46 ans. Il respecte aussi la parité secteur public/secteur privé. Quatre membres du bureau sortants ne sont pas réélus, dont Bernard Thibault qui était entré au Bureau confédéral en mars 1997, et qui avait programmé son départ. L'administrateur (trésorier) de la CGT, Michel Donneddu, quitte aussi la Direction confédérale. Les deux autres partants restent à la Commission exécutive de la Confédération : Michèle Chay et Nadine Prigent. En plus de Thierry Lepaon, cinq nouveaux membres sont élus au Bureau confédéral, renouvelé à 60 %.